# Sadowy (Adygeja)
Sadowy (russisch Садовый) ist ein Dorf (chutor) in Südrussland. Es gehört zur RepublikAdygeja und hat 210 Einwohner (Stand 2019). Im Ort gibt es 2 Straßen.

## Geographie
Das Dorf befindet sich im Zentrum des Giaginski rajon, am linken Ufer des Flusses Kalmysch. Es liegt 15 km südöstlich des Dorfes Nowy, 17 km östlich des Dorfes Giaginskaja und 47 km nordöstlich der Stadt Maikop. Progress, Krasny Chleborob und Lesnoi sind die nächsten Siedlungen.